# Кунанбаев, Турагул Абайулы
Турагул Абайулы Кунанбаев (каз. Тұрағұл Абайұлы; также Турагул Ибрагимов (каз. Тұрағұл Ибрагимов); 1875, Абайский район, Абайская область — 6 марта 1934, Чимкент, КазССР) — казахский поэт, переводчик, литературовед, общественный деятель. Сын Абая Кунанбаева от его жены Айгерим.

## Биография
Родился в 1875 году в Абайском районе. Воспитывался у отца, получил образование у аульного муллы. Знал русский, арабский, персидский языки. Играл на домбре и скрипке.
В 1900 году стал заместителем своего брата Магауии, избранного волостным управителем Чингизской волости. В 1904 году сам становится волостным, однако в следующем году отказался от должности.
В 1909 году вместе с двоюродным братом Какитаем Ыскакулы при поддержке Алихана Букейханова выпустил первый сборник стихов своего отца в типографии Ильяса Бораганского в Санкт-Петербурге. Оставил воспоминания об отце «Әкем Абай туралы» («О моем отце Абае»). Перевёл на казахский язык произведения Максима Горького («Челкаш»), Джека Лондона («Сказание о Кише»), Болеслава Пруса («Антек»), Александра Неверова.
Был активным участником движения Алаш-Орды. В 1920-е годы неоднократно подвергался аресту. В 1928 году сослан в Чимкент, где и прожил последние годы жизни (при этом его имущество было конфисковано). Умер в 1934 году, захоронение утеряно.

## Семья
Дети:
1. Акыш Турагулкызы (1901—1990)
2. Жебраил Турагулулы (1904—1930)
3. Зубайр Турагулулы (1907—1933)
4. Макен Мухаметжанова (1912—2000)

## Издания произведений
- Абайұлы Тұрағұл. Шығармалар жинағы: Зерттеулер, мақалалар, аудармалар / А. Байтұрсынов атын. Тіл білімі институты, Қазақстан Республикасының Ұлттық кітапханасы, Қазақстан Республикасының Орталық мемлекеттік архиві. — Астана, 2018. — 176 б.